# Хорді Лопес
Хорді Лопес Фельпето (ісп. Jordi López Felpeto; 28 лютого 1981, Ґранульєс, Іспанія) — іспанський футболіст, півзахисник клубу «Сабадель». Володар Кубка УЄФА 2005/06.

## Ігрова кар'єра
Народився у Ґранульєсі, Каталонія. Футбольну кар'єру Хорді Лопес почав в другій і третій команді «Барселони», після чого був запрошений в мадридську «Кастілью». У Прімері за «Реал Мадрид» зіграв у двох матчах у сезоні 2003/04.
У 2004 році перейшов в «Севілью». З андалуським клубом Лопес взяв участь в десяти матчах розіграшу Кубка УЄФА 2005/06, завойованого «Севільєю». Забив переможний гол на виїзді в 1/16 фіналу московському «Локомотиву». 10 квітня 2005 року забив свій перший гол у Прімері у ворота «Еспаньйола» (3:1).
У сезоні 2006/07 грав у складі «Мальорки». У сезоні 2007/08 був відданий в оренду в «Расінг», з яким грав у кваліфікації Кубка УЄФА. В обох іспанських командах Хорді переважно використовувався як гравець заміни.
В кінці сезону 2007/08 року «Мальорка» відпустила Лопеса, після чого він розпочав тренуватись з англійським клубом «Портсмут». У серпні того ж року проходив перегляд в «Блекберн Роверз», але після конфлікту з одним з його гравців, футболіст повернувся на Балеарські острови, де до кінця 2008 року тренувався самостійно.
У січні 2009 року Лопес намагався працевлаштуватися в «Бірмінгем Сіті», але у футболіста були виявлені проблеми зі здоров'ям і він не зміг пройти медичне обстеження. В наступному місяці він приєднався до іншого англійського клубу «Квінз Парк Рейнджерс», де до завершення сезону 2008/09 встиг провести 15 ігор. В англійському чемпіонаті дебютував у грі проти «Барнслі», замінивши Маттео Альберті. Єдиний гол за КПР забив 21 березня у грі проти «Брістоль Сіті» (2:1),.
Після закінчення сезону 16 липня 2009 року Хорді Лопес разом за колишнім тренером Квінз Парк Рейнджерс Паулу Соузою перейшов в «Свонсі Сіті», підписавши дворічний контракт. Під час його двох сезонів в валійському клубі зіграв 15 матчів, частіше борючись з травмами. 13 січня 2011 року футболіст і клуб розірвали контракт за обопільною згодою.
На наступний день Лопес підписав контракт з нідерландським клубом «Вітессе», який тренував його співвітчизник Альберт Феррер. Тут футболіст не затримався надовго, провівши в клубі всього півроку.
Влітку 2011 року перейшов команду з острова Крит ОФІ. За цей клуб зіграв 24 матчі, забив 1 м'яч.
Влітку 2012 Хорді Лопес підписав контракт з ужгородською «Говерлою». В українській Прем'єр-лізі дебютував 3 серпня 2012 року, в матчі «Говерла» — «Зоря» (0:1). 31 жовтня 2012 року в кубковій грі ужгородців проти донецького «Шахтаря» забив свій перший м'яч за клуб. Матч був програний з рахунком 1:4. Влітку 2013 року термін дії контракту між іспанцем і ужгородською командою закінчився, і сторони продовжувати його не стали.
.Після повернення до Іспанії Хорді Лопес уклав контракт з місцевою командою «Льягостера» з Сегунди, де протягом двох сезонів був основним гравцем, проте на третій втратив місце у основі і влітку 2016 року перейшов у клуб Сегунди Б «Сабадель»

## Досягнення
- Володар Суперкубка Іспанії: 2003
- Володар Кубка УЄФА: 2005/06